# Epidendrum porpax
Espèce
Statut CITES
Epidendrum porpax est une espèce de plante à fleurs de la famille des Orchidaceae.

## Description
Epidendrum porpax se reconnaît à ses tiges de 8 cm de long couvertes de feuilles oblongues épaisses et alternées. Bien que typiquement vert olive, 

## Répartition et habitat
Cette espèce est originaire de Colombie et du Venezuela où elle pousse dans les forêts de pins, généralement sur les côtés des arbres en touffes denses ou en tapis.

## Culture
Le feuillage prend une coloration pourpre lorsqu'il est cultivé en pleine lumière. Ces plantes deviennent de très beaux spécimens avec le temps et fleurissent deux fois par an, les fleurs durant plusieurs mois. Il est important de vaporiser lorsque le support sur lequel elle pousse est à peine sec.

## Systématique
Le nom correct complet (avec auteur) de ce taxon est Epidendrum porpax Rchb.f..
Epidendrum porpax a pour synonymes :
- Epidendrum porphyrophyllum Schltr.
- Nanodes porpax (Rchb.f.) Brieger & Lückel
- Neolehmannia porpax (Rchb.f.) Garay & Dunst.